# Univers (matemàtiques)

.

.

.

L'univers de discurs, conjunt universal o referencial, que normalment s'expressa amb les lletres {\displaystyle U,\;V\;{\acute {o}}\;E\,}, és un conjunt l'objecte d'estudi del qual són els seus subconjunts.
Anteriorment es considerava el conjunt universal com el conjunt de totes les coses, però està demostrat que aquest conjunt no existeix. Particularment perquè suposar l'existència d'aquest conjunt condueix a la paradoxa de Russell.
Actualment s'ha de deixar en clar sobre quin conjunt s'està tractant. Per exemple, si estem tractant conjunts els elements són lletres, el conjunt referencial seria el conjunt format per totes les lletres de l'alfabet.
El complement del conjunt univers és el conjunt buit, és a dir, aquell que està desproveït d'elements.

## Propietats
- Tot conjunt  A  és subconjunt de  U :

{\displaystyle \forall A:\;A\subseteq U}
- Per a tot conjunt  A , la unió de  A  amb el conjunt universal dona  U :

{\displaystyle \forall A:\;A\cup U=U}
- Per a tot conjunt  A , la intersecció de  A  amb el conjunt universal és el mateix conjunt:

{\displaystyle \forall A:\;A\cap U=A}
- El complement del conjunt universal és el conjunt buit:

{\displaystyle U^{C}=\varnothing \,}
- El conjunt universal és el complement del conjunt buit:

{\displaystyle \varnothing ^{C}=U\,}